# Polouvsí
Polouvsí (německy Halbendorf) je vesnice, část obce Jeseník nad Odrou v okrese Nový Jičín. Nachází se asi 3 km na jih od Jeseníku nad Odrou. V roce 2009 zde bylo evidováno 77 adres. V roce 2001 zde trvale žilo 199 obyvatel.
Polouvsí je také název katastrálního území o rozloze 4,16 km2.

## Název
Nejstarší podoba jména byla Polúvsie, v němž polú je původem druhý pád slova pól - "půl". Jméno bylo vytvořeno podle slov jako dvúcestie nebo dvúdenie a znamenalo "poloviční ves". Motivace není známá, mohlo se jednat o vesnici rozdělenou mezi dva majitele, postavenou po polovinách a podobně. Ve druhé polovině 19. a začátkem 20. století se užívala i podoba Polouves. Německé jméno vzniklo překladem českého.